# Arquidiócesis de Puerto España
La arquidiócesis de Puerto España (en latín: Archidioecesis Portus Hispaniae y en inglés: Roman Catholic Archdiocese of Port of Spain) es una circunscripción eclesiástica de la Iglesia católica en Trinidad y Tobago. Se trata de una arquidiócesis latina, sede metropolitana de la provincia eclesiástica de Puerto España. Desde el 19 de octubre de 2017 su arzobispo es Charles Jason Gordon.

## Territorio y organización

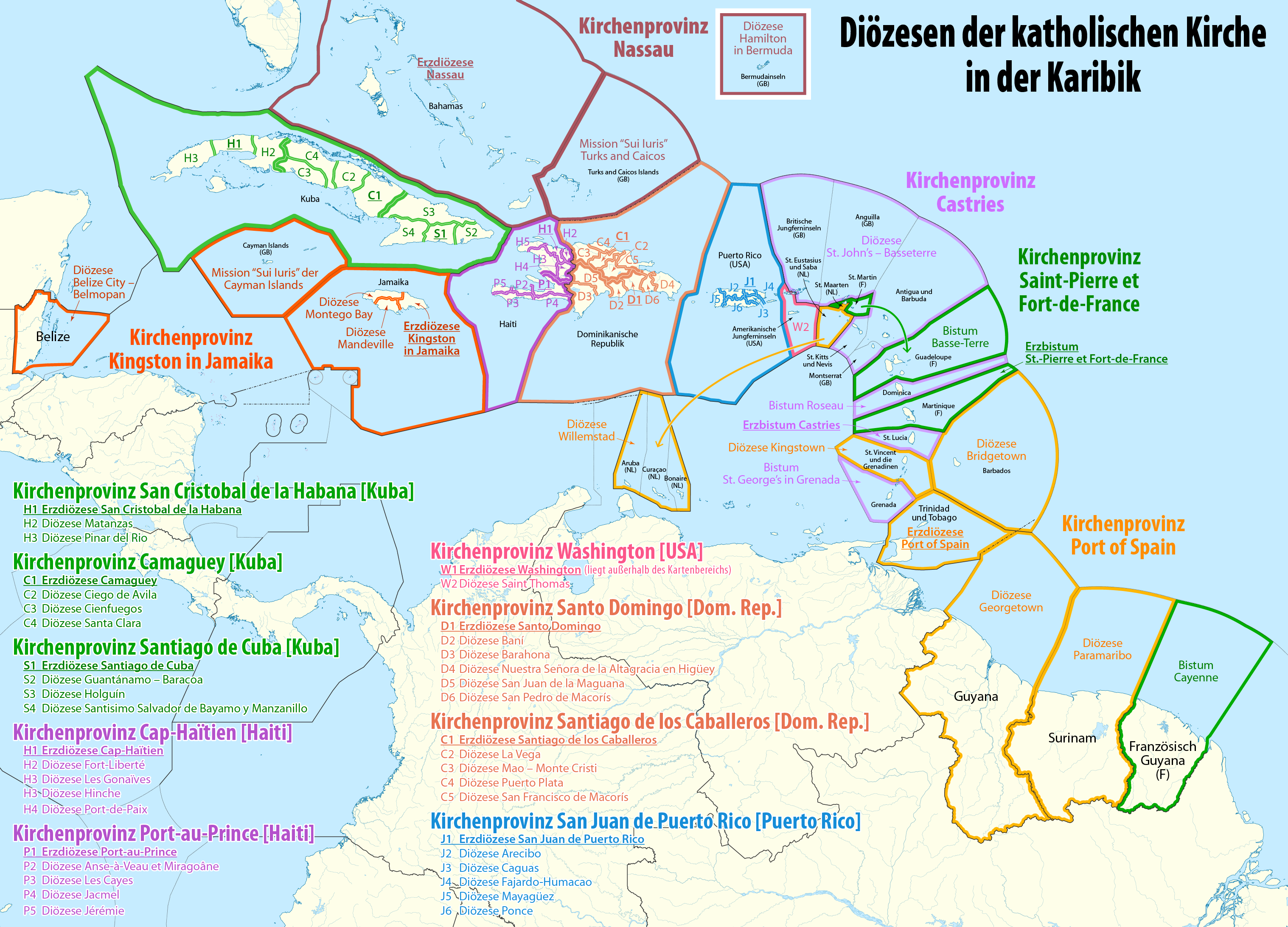
Mapa de las provincias y diócesis de las Antillas (en alemán)

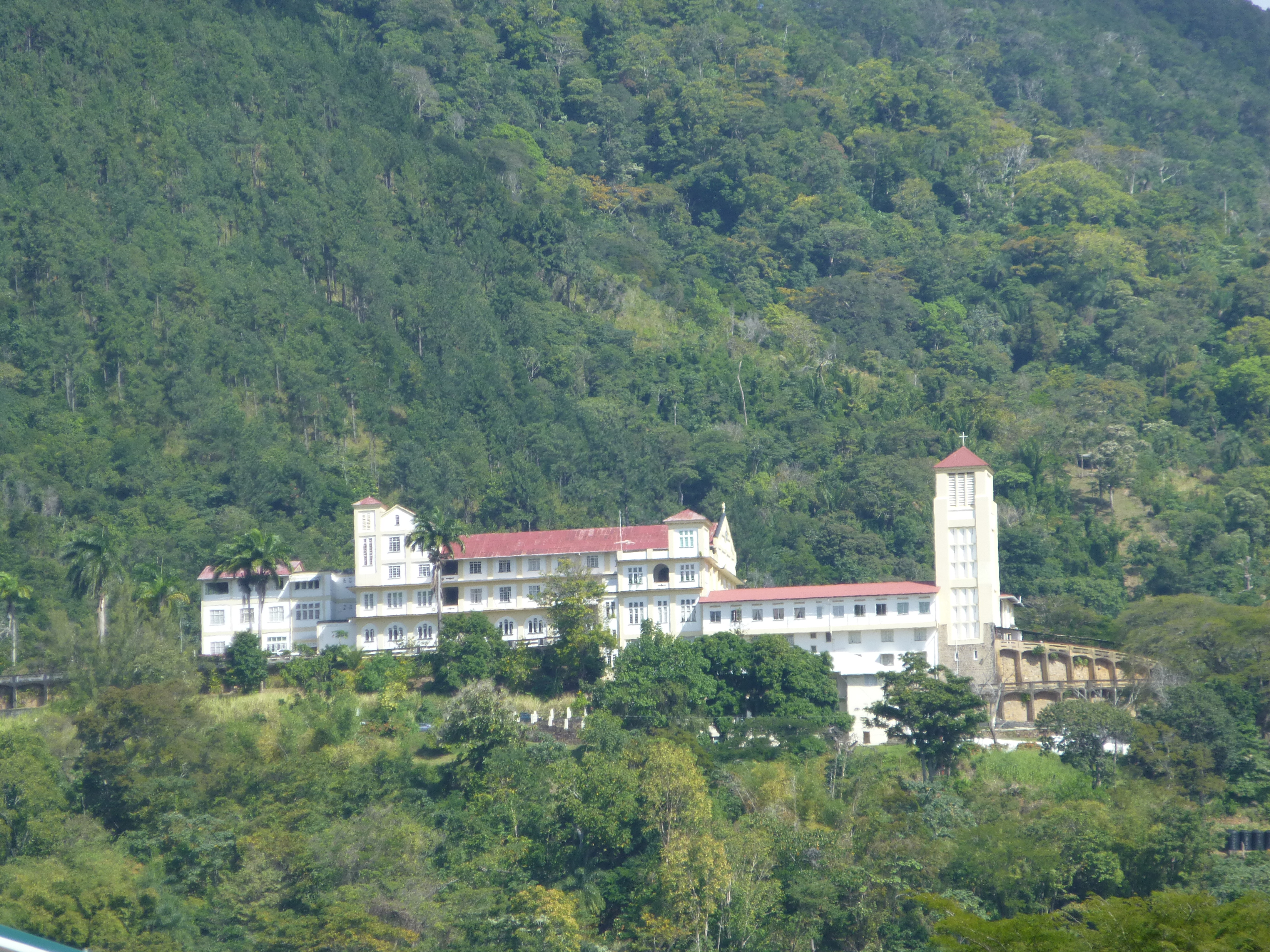
Abadía benedictina al noroeste de la localidad de San Agustín en Tunapuna-Piarco, en la isla Trinidad

La arquidiócesis tiene 5128 km² y extiende su jurisdicción sobre los fieles católicos de rito latino residentes en Trinidad y Tobago. La arquidiócesis tiene como vecinas: al oeste la diócesis de Carúpano, al norte la diócesis de Saint George’s en Granada, al noreste la diócesis de Bridgetown y al sur el vicariato apostólico de Tucupita.

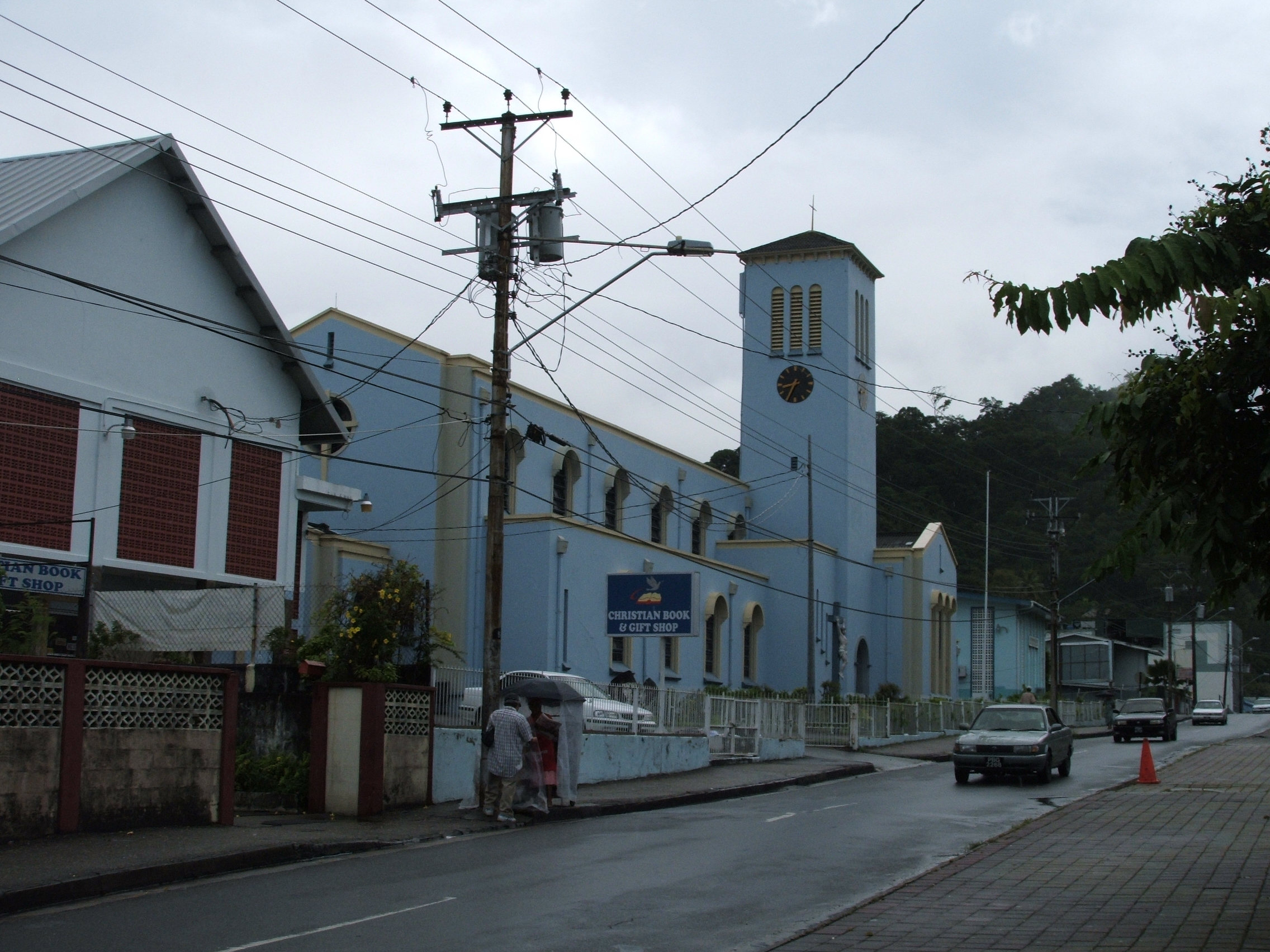
Procatedral de Nuestra Señora del Perpetuo Socorro, en Harris Promenade

La sede de la arquidiócesis se encuentra en la ciudad de Puerto España, en la isla Trinidad, en donde se halla la Catedral basílica de la Inmaculada Concepción. En Harris Promenade (parte de San Fernando) se encuentra la Procatedral de Nuestra Señora del Perpetuo Socorro, estatus otorgado por el papa Benedicto XVI en agosto de 2012.
La arquidiócesis tiene como sufragáneas a las diócesis de Bridgetown, Georgetown, Paramaribo y Willemstad.
En 2023 en la arquidiócesis existían 61 parroquias agrupadas en 6 vicariatos: Central, Eastern, Northern, Southern, Suburban y Tobago.

## Historia

### Antecedentes
Los intentos españoles de establecerse en la isla Trinidad (en 1532, 1533-1534, 1569-1570) fracasaron inmediatamente y recién en 1592 se pudo establecer una colonia permanente, que incluyó la creación de la parroquia de San José por Antonio de Berrio. En 1628 colonos holandeses establecieron el primer asentamiento europeo en Tobago, pero la isla cambió de manos 33 veces hasta que en 1814 pasó al Reino Unido. 
Desde el 12 de febrero de 1588 la diócesis de Puerto Rico (hoy arquidiócesis de San Juan) incluyó también la provincia de Trinidad en el Imperio español. La diócesis de Santo Tomás de Guayana (hoy arquidiócesis de Ciudad Bolívar) fue erigida el 20 de mayo de 1790 tomando territorio de la diócesis de Puerto Rico, incluyendo a Trinidad. 
En 1797 Trinidad fue conquistada por los británicos, quienes garantizaron el libre ejercicio de su religión a los pobladores católicos por el artículo 11 de la capitulación. Por la Paz de Amiens en 1802 Trinidad fue cedida definitivamente por España al Reino Unido.

### Sede en Trinidad y Tobago
El 23 de febrero de 1818 fue establecida la circunscripción eclesiástica de Trinidad, con el rango de vicariato apostólico, desmembrando su territorio de la diócesis de Santo Tomás de Guayana. Este vicariato apostólico incluía, además de Trinidad, las otras colonias británicas y a las Indias Occidentales Danesas. Fue confiado a James Buckley, quien asumió en 1819.
Entre 1825 y 1841 se produjo en Trinidad el cisma liderado por el sacerdote de color, Francis de Ridder, quien construyó una capilla para la población negra. Tras ser encarcelado, abandonó Trinidad poco antes de morir y el cisma finalizó.
El 10 de enero de 1837 cedió una parte de su territorio para la erección del vicariato apostólico de Jamaica (hoy arquidiócesis de Kingston en Jamaica) mediante el breve Ex munere pastoralis del papa Gregorio XVI. El 12 de abril del mismo año cedió otra porción de su territorio para la erección del vicariato apostólico de la Guayana Británica (hoy diócesis de Georgetown) mediante el breve Ex pastoralis ministerii.
El 30 de abril de 1850 volvió a ceder parte de su territorio para la erección de la diócesis de Roseau mediante el breve Ex apostolici muneris del papa Pío IX y al mismo tiempo, mediante la bula Universi Dominici gregis, el vicariato apostólico fue elevado al rango de arquidiócesis metropolitana, incorporando también el territorio de la prefectura apostólica de las Indias Occidentales, que fue suprimida.
El 20 de febrero de 1956 cedió otras porciones de su territorio para la erección de las diócesis de Saint George en Granada y de Castries (hoy arquidiócesis) mediante la bula Crescit Ecclesia del papa Pío XII.
Trinidad y Tobago obtuvo su independencia del Imperio británico el 31 de agosto de 1962.

## Estadísticas
Según el Anuario Pontificio 2024 la arquidiócesis tenía a fines de 2023 un total de 289 100 fieles bautizados.
| Año                                                                             | Población            | Población | Población      | Sacerdotes | Sacerdotes    | Sacerdotes    | Bautizados por sacerdote | Diáconos permanentes | Religiosos | Religiosos | Parroquias |
| Año                                                                             | Bautizados católicos | Total     | % de católicos | Total      | Clero secular | Clero regular | Bautizados por sacerdote | Diáconos permanentes | Varones    | Mujeres    | Parroquias |
| ------------------------------------------------------------------------------- | -------------------- | --------- | -------------- | ---------- | ------------- | ------------- | ------------------------ | -------------------- | ---------- | ---------- | ---------- |
| 1950                                                                            | 280 000              | 750 000   | 37.3           | 110        | 8             | 102           | 2545                     |                      | 68         | 212        | 63         |
| 1966                                                                            | 299 649              | 827 957   | 36.2           | 136        | 18            | 118           | 2203                     |                      | 51         | 255        | 59         |
| 1968                                                                            | 350 000              | 1 035 000 | 33.8           | 136        | 20            | 116           | 2573                     |                      | 150        | 281        | 59         |
| 1974                                                                            | 370 000              | 1 101 824 | 33.6           | 129        | 17            | 112           | 2868                     |                      | 150        | 250        | 61         |
| 1980                                                                            | 370 000              | 1 102 000 | 33.6           | 115        | 23            | 92            | 3217                     | 1                    | 123        | 194        | 59         |
| 1990                                                                            | 400 000              | 1 235 400 | 32.4           | 117        | 35            | 82            | 3418                     |                      | 113        | 176        | 61         |
| 1999                                                                            | 395 000              | 1 250 000 | 31.6           | 90         | 43            | 47            | 4388                     |                      | 71         | 182        | 62         |
| 2000                                                                            | 395 000              | 1 250 000 | 31.6           | 106        | 39            | 67            | 3726                     |                      | 82         | 149        | 61         |
| 2001                                                                            | 383 302              | 1 277 675 | 30.0           | 110        | 44            | 66            | 3484                     |                      | 80         | 175        | 61         |
| 2002                                                                            | 383 302              | 1 277 675 | 30.0           | 112        | 42            | 70            | 3422                     |                      | 85         | 149        | 61         |
| 2003                                                                            | 383 302              | 1 277 675 | 30.0           | 116        | 44            | 72            | 3304                     |                      | 86         | 149        | 61         |
| 2004                                                                            | 383 302              | 1 277 675 | 30.0           | 121        | 45            | 76            | 3167                     |                      | 94         | 147        | 61         |
| 2010                                                                            | 340 000              | 1 310 000 | 26.0           | 106        | 46            | 60            | 3207                     |                      | 76         | 142        | 61         |
| 2013                                                                            | 351 000              | 1 353 000 | 25.9           | 104        | 44            | 60            | 3375                     | 20                   | 66         | 144        | 61         |
| 2016                                                                            | 291 528              | 1 349 667 | 21.6           | 106        | 46            | 60            | 2750                     | 19                   | 70         | 138        | 62         |
| 2019                                                                            | 285 671              | 1 349 667 | 21.2           | 88         | 44            | 44            | 3246                     | 19                   | 57         | 114        | 62         |
| 2021                                                                            | 289 270              | 1 366 725 | 21.2           | 90         | 53            | 37            | 3214                     | 15                   | 52         | 106        | 61         |
| 2023                                                                            | 289 100              | 1 365 805 | 21.2           | 89         | 54            | 35            | 3248                     | 31                   | 48         | 106        | 61         |
| Fuente: Catholic-Hierarchy, que a su vez toma los datos del Anuario Pontificio. |                      |           |                |            |               |               |                          |                      |            |            |            |

### Vida consagrada
En el territorio de la diócesis desempeñan su labor carismática religiosos y religiosas, de varios institutos de vida consagrada y sociedades de vida apostólica. 
En Puerto España están presentes: la Orden de San Benito (benedictinos), la Orden de Nuestra Señora del Monte Carmelo (carmelitas), las Hermanas Carmelitas del Corpus Christi, la Orden de Predicadores (dominicos), las Monjas de la Orden de los Predicadores (monjas dominicas), los Misioneros de San Francisco de Sales (salesianos), las Hermanas de la Santa Fe, las Hermanas Guadalupanas, las Misioneras de la Caridad (hermanas de Madre Teresa), la Congregación del Santísimo Rosario de Sinsinawa (dominicas de Sinsinawa), las Hermanas de la Madre Dolorosa, los Hijos de María Inmaculada (pavonianos), la Congregación del Espíritu Santo (espiritanos), las Hermanas de San José de Cluny y el Instituto Secular Via Christi.

## Episcopologio

### Vicarios apostólicos de Trinidad
- James Buckley † (6 de marzo de 1819-26 de marzo de 1828 falleció)[11]
- Daniel McDonnell † (23 de diciembre de 1828-26 de octubre de 1844 falleció)
- Richard Patrick Smith † (26 de octubre de 1844 por sucesión-30 de abril de 1850 nombrado arzobispo)

### Arzobispos de Puerto España

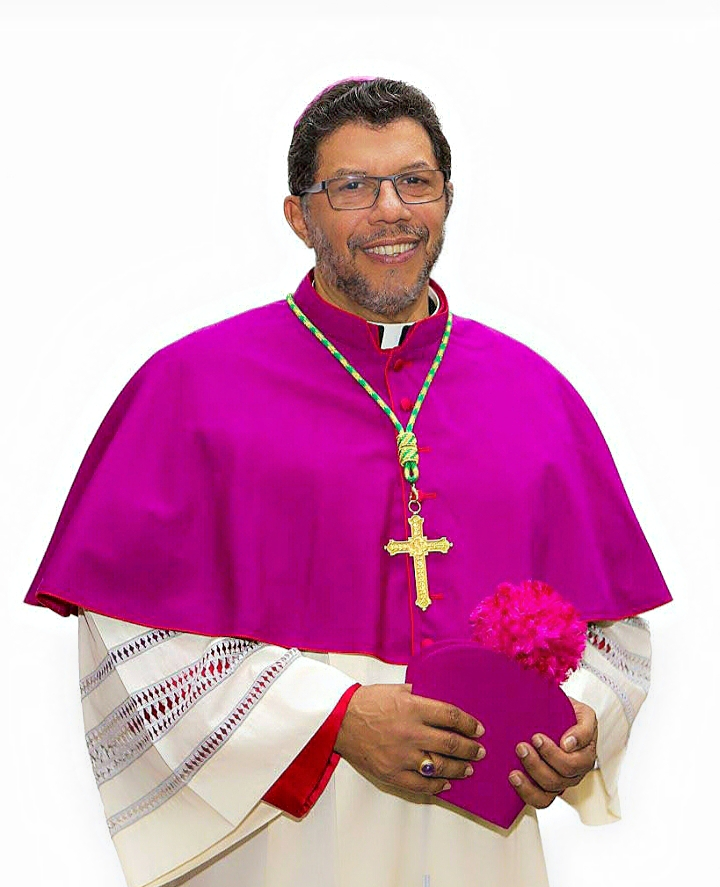
Charles Jason Gordon, arzobispo de Puerto España desde 2017

- Richard Patrick Smith † (30 de abril de 1850-6 de mayo de 1852 falleció)
- Vincenzo Spaccapietra, C.M. † (17 de abril de 1855-12 de septiembre de 1859 renunció[nota 1])
- Ferdinand English † (28 de septiembre de 1860-19 de septiembre de 1862 falleció)
- Joachim-Hyacinthe Gonin, O.P. † (2 de junio de 1863-8 de marzo de 1889 falleció)
- Patrick Vincent Flood, O.P. † (8 de marzo de 1889 por sucesión-17 de mayo de 1907 falleció)
- John Pius Dowling. O.P. † (9 de marzo de 1909-6 de junio de 1940 falleció)
- Patrick Finbar Ryan, O.P. † (6 de junio de 1940 por sucesión-24 de mayo de 1966 renunció[nota 2])
- Gordon Anthony Pantin, C.S.Sp. † (29 de noviembre de 1967-11 de marzo de 2000 falleció)
- Edward Joseph Gilbert, C.SS.R. (21 de marzo de 2001-26 de diciembre de 2011 retirado)
- Joseph Harris, C.S.Sp. (26 de diciembre de 2011 por sucesión-19 de octubre de 2017 retirado)
- Charles Jason Gordon, desde el 19 de octubre de 2017